# Vilamaniscle
Vilamaniscle est une commune d'Espagne dans la communauté autonome de Catalogne, province de Gérone, de la comarque d'Alt Empordà.

## Géographie
Situé dans la partie ouest de la chaine de la Baga d'en Ferran sur la branche du massif des Albères est couvert en grande partie de son territoire avec des pins et le liège. Ils cultivent les olives et les raisins. Son vin est apprécié partout dans la comarque. Un nouveau service d'hébergement est de plus en plus à cause du tourisme.